# Pielnica
Die Pielnica [pʲelˈɲitsa] ist ein Gebirgsbach in der Woiwodschaft Karpatenvorland im südöstlichen Polen.
Sie entspringt in den Niederbeskiden am Berg Zruban (776 m) im Gebiet der Orte Nowotaniec, Nagórzany, Nadolany, Wola Sękowa, Odrzechowa und Długie, durchfließt Pielnia und Nowosielce und mündet bei Besko, nach einem Lauf von 63 km, in den Wisłok.

## Geschichte
Der Bach wurde erstmals im Jahre 1366 als Brzozova urkundlich erwähnt, im Gründungsprivileg eines neuen Dorfes (heute Nagórzany und Nadolany, sowie Nowotaniec). Im Jahr 1390 wurde er als Pele erwähnt, eine Vorform des heutigen Namens. Weitere frühere Varianten sind Pella 1419, Pielica 1441, Pielnyka 1512. Die deutsche Namensform Piella ist schon lange ungebräuchlich.